# Liga de la Patria Francesa
La Liga de la Patria Francesa se creó a finales de 1898, en el marco del Caso Dreyfus en Francia. Reunía a los contrarios a Alfred Dreyfus intelectuales y mundanos: unos veinte académicos del Instituto de Francia, entre los que se contaban François Coppée, Jules Lemaître, Paul Bourget, Charles Maurras, Maurice Barrès, Louis Dausset, Gabriel Syveton y Henri Vaugeois, y algunos artistas y escritores bastante conocidos. Entre ellos Degas, Renoir, el periodista Jules Guérin, el músico Vincent d'Indy, el pintor y dibujante Forain, Caran d'Ache, el caricaturista Job y otros.

## Historia
La Liga de la Patria Francesa fue siempre mundana y conservadora. Unía a profesores y artistas, pero también a antiguos boulangistas y a bonapartistas) contrarios a los intelectuales partidarios de Dreyfus. Se funda como reacción a la creación de la Liga de Derechos Humanos. Su actividad fue bastante limitada y no sobrevivió al Caso Dreyfus, igual que sucedió con la Liga de los Patriotas de Paul Déroulède. La Liga se disolvería oficialmente en 1904.
Los dos principales pensadores de la liga fueron el escritor Maurice Barrès y el crítico literario Jules Lemaître. Al contrario que el otro pensador del nacionalismo conservador de la época, Charles Maurras, Barrès es republicano, aunque "cesarista", cercano a la idea bonapartista de gobierno.
Tras el caso Dreyfus, los republicanos se dividen y, a pesar del patriotismo de políticos como Jean Jaurès o Georges Clemenceau, la reivindicación nacionalista se convierte en estandarte de la derecha en Francia y Europa Occidental antes de renovarse fuera de Europa por la ola anticolonialista y descentralizadora de los años 1960.
La Liga de la Patria Francesa, aunque efímera, encarnó el paso del republicanismo al autoritarismo.
Otros miembros de la Liga fueron: Godefroy de Cavaignac, Paul Déroulède, René Doumic, Georges Thiébaud, André Baron y Gabriel Syveton.
- Datos: Q604840
- Multimedia: Ligue de la patrie française / Q604840